# Panamerikanische Spiele 1951/Fechten
Die Fechtwettkämpfe bei den Panamerikanischen Spielen 1951 wurden in der argentinischen Hauptstadt Buenos Aires ausgetragen. Insgesamt fanden sieben Wettbewerbe (davon einer für die Frauen) statt.

## Medaillengewinner

### Männer
| Disziplin          | Gold | Silber | Bronze                                                                           |
| ------------------ | --- | --- | -------------------------------------------------------------------------------- |
| Degen Einzel       | Antonio Villamil                                                                                             | Benito Ramos                                                                                               | Edward Vebell                                                                    |
| Degen Mannschaft   | Argentinien Antonio Villamil Guido Lavelle Raúl Saucedo Floro Díaz Vito Simonetti A. Repetto                 | Vereinigte Staaten Edward Vebell Albert Wolff Fred Weber Byron Krieger Nathaniel Lubell Miguel de Capriles | Kuba Carlos Lamar Roberto Mañalich Jorge Agostini Roberto García Miguel Olivella |
| Florett Einzel     | Félix Domingo Galimi                                                                                         | José Rodríguez                                                                                             | Nathaniel Lubell                                                                 |
| Florett Mannschaft | Vereinigte Staaten Nathaniel Lubell Edward Vebell Byron Krieger Albert Wolff Miguel de Capriles Tibor Nyilas | Argentinien José Rodríguez Raúl Saucedo Santiago Massini E. Sastre Fulvio Galimi Félix Galimi              | Kuba Jorge Agostini Armando Barrientos Abelardo Menéndez Miguel Olivella         |
| Säbel Einzel       | Tibor Nyilas                                                                                                 | Nathaniel Lubell                                                                                           | Estevão Molnar                                                                   |
| Säbel Mannschaft   | Vereinigte Staaten George Worth Nathaniel Lubell Byron Krieger Fred Weber Miguel de Capriles Tibor Nyilas    | Argentinien Ercole Gonzalez Guillermo Watkins Fernando Huergo José Casanova Albino Aguero Edgardo Pomini   | Brasilien Estevão Molnar Federico Serrao Matt Hugler Damasio Sa Virgilio         |

### Frauen
| Disziplin      | Gold          | Silber            | Bronze        |
| -------------- | ------------- | ----------------- | ------------- |
| Florett Einzel | Elsa Irigoyen | Irma de Antequeda | Lilia Rositto |